# درختستان

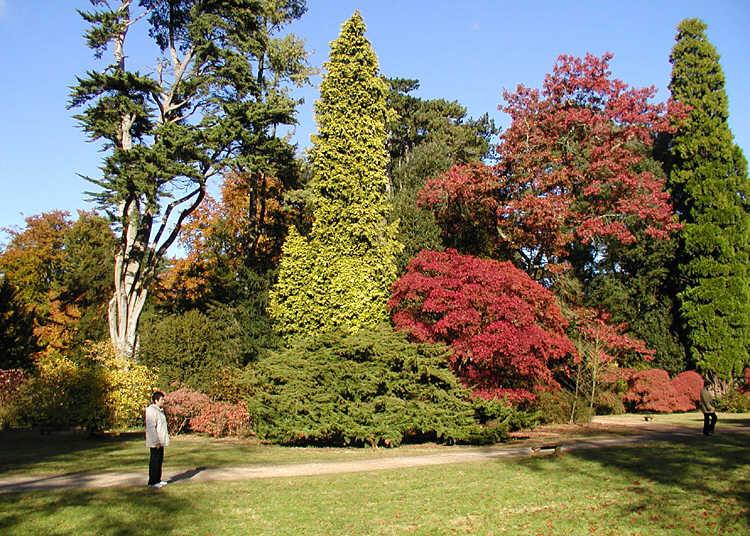
رنگ‌های پائیزی در درختستان وستانبرت در گلاسترشر، انگلستان.

درختستان (به انگلیسی: Arboretum) یک باغ گیاه‌شناسی یا جایی است که در آن شمار زیادی درخت و درختچه برای نمایش و پژوهش کاشته شده باشد.

## نام‌های دیگر
به درختستان‌هایی که ویژه کاشت و رویش ناژویان هستند کاجستان گفته می‌شود. از دیگر نام‌های درختستان می‌توان به چنارستان، نخلستان و سروستان نیز اشاره کرد.
نهالستان یا قلمستان نیز به قطعه‌زمینی گفته می‌شود که در آن نهال بکارند تا برای انتقال به جاهای دیگر آماده شوند. از نهال‌های پرورش‌یافته در جهت احداث باغات، جنگل کاری‌های متعارف و نیز ایجاد بادشکن، کمربند سبز، نوارهای حفاظتی، درختکاری در طرفین و حاشیهٔ جاده‌ها و مانند آن استفاده می‌شود. در قلمستان تنها مبادرت به کاشت بذر و تخم نمی‌شود، بلکه قلمه، انواع ریشه‌جوش و پاجوش درختان مختلف نیز، در قطعه‌های مخصوص کاشت می‌شود تا نهال‌ها ریشه‌دار شوند، پاجوش‌ها و ریشه‌ها تقویت گردند و آمادهٔ انتقال به محل کاشت در محل اصلی موردنظر باشند.

## اروپا
نخستین درختستان اروپا درختستان ترستنو در نزدیکی دوبروونیک در کرواسی بود. تاریخ دقیق ساخت آن آشکار نیست ولی از منابع تاریخی مشخص است که در سال ۱۴۹۲ وجود داشته‌است.